# State Express 555

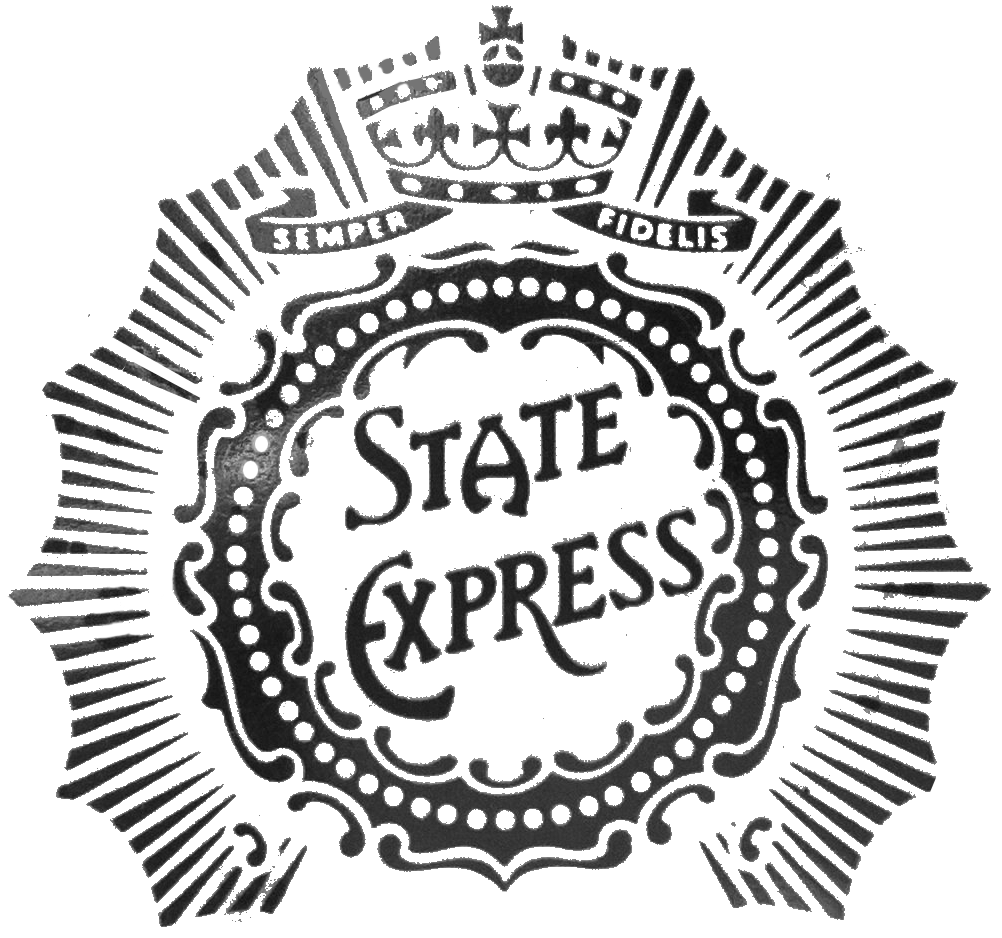
Altes Logo aus der ersten Hälfte des 20. Jahrhunderts

State Express 555, auch bekannt als SFK 555 (555), ist eine Zigarettenmarke, die ursprünglich im Vereinigten Königreich von der Ardath Tobacco Company produziert wurde. Die ausländischen Rechte an der Marke wurden 1925 von British American Tobacco (BAT) erworben.

## Geschichte
Die Idee für die Marke State Express kam 1893 aus den Vereinigten Staaten. Sir Albert Levy (1864–1937), ein Londoner Tabakhändler und Geschäftsmann, besuchte die Vereinigten Staaten. Während Levy in Manhattan Passagier im Empire-State-Express-Zug war, der als Lokomotive Nr. 999 angeblich Geschwindigkeitsrekorde auf dem Land brach, raste die „Queen of Speed“ von New York City aus nach Buffalo, New York.
State Express wurde am 10. März 1896 in London gegründet. Die Ziffern (eine Reihe von Dreifachzahlen von 111 bis 999), die den anderen Teil der Marke bilden, wurden am 18. Februar 1907 unter der britischen Registrierungsnummer 290529 registriert. Alle diese Nummern wurden als unterschiedliche Marken verwendet, jede mit einer anderen Mischung oder Mischung von Tabak: 444 wurde beispielsweise aus mazedonischen Blättern hergestellt und 777 wurde beispielsweise aus türkischem Tabak hergestellt. Die Ziffernreihen für State-Express-Zigaretten waren damals nicht die einzigen auf dem Markt erhältlichen Varianten. Weitere Markennamen waren My Darling und Astorias, die in Exportkatalogen erhältlich sind. Neben dem Zigarettengeschäft waren im State-Express-Sortiment auch Zigarren und Tabake erhältlich. Die mit Abstand erfolgreichste davon war jedoch die Virginia-Tabakmischung State Express 555, die 1896 eingeführt wurde. Sie entwickelte sich zur Flaggschiffmarke von Ardath.
Die Marke war ursprünglich im Besitz der Ardath Tobacco Company. Das Unternehmen wurde im späten 19. Jahrhundert in London, England, gegründet und hieß ursprünglich „Albert Levy & Thomas“.
Die Ardath Tobacco Company Limited hatte ursprünglich ihren Sitz in der Leadenhall Street 62 in London und hieß bis 1895 La Casa de Habana (Das Haus von Havanna), dann änderte sie ihren Namen in die heutige Version. It Es heißt, dass Sir Albert Levy den Namen Ardath aus einem gleichnamigen Buch von Marie Corelli abgeleitet habe. Der Titel des Buches leitet sich von zahlreichen Verweisen in den Büchern von Esdras (in den Apokryphen) auf das „Feld von Ardath“ ab. Am 31. Juli 1895 registrierte Levy die Marke „Ardath“ in Irland.
Der Name des Unternehmens wurde 1901 in „Ardath Tobacco Company“ geändert und 1925 beim Verkauf aufgeteilt; British American Tobacco erwarb die Überseerechte von Ardath, während die Imperial Tobacco Group die Verkaufsrechte im Vereinigten Königreich und in Irland behielt. Die Marke State Express erwies sich als Segen für B.A.T., wo sie in China bis zum Aufstieg des Kommunismus ein großer Erfolg war (obwohl sie inzwischen wieder eingeführt wurde). Die Marken von Ardath wurden weiterhin in Großbritannien verkauft; 1946 wurde ihnen von König Georg VI und später von Königin Elizabeth II ein Royal Warrant verliehen. 1961 kaufte British American Tobacco den Anteil von Imperial Tobacco an Ardath auf und erlangte so die volle Kontrolle über Ardaths Marken.
In den 1920er und 1930er Jahren hatte BAT eine beherrschende Stellung auf dem chinesischen Markt inne, wobei State Express 555 eine Schlüsselrolle spielte. Der Absatz der Marke überstieg 1937 die 5-Milliarden-Marke. Laut Mao Zedongs Leibarzt war die 555 die Lieblingszigarette des chinesischen Führers. Am Tag der Proklamation der Volksrepublik China sollen Mao Zedong und Liu Shaoqi 555 Zigaretten geraucht haben.
China National Tobacco und British American Tobacco gründeten 2013 ein Joint Venture namens CTBAT International Co. Ltd., das die weltweiten Rechte an der Marke besitzt.

## Sportsponsoring

### Sponsoring Motorsport

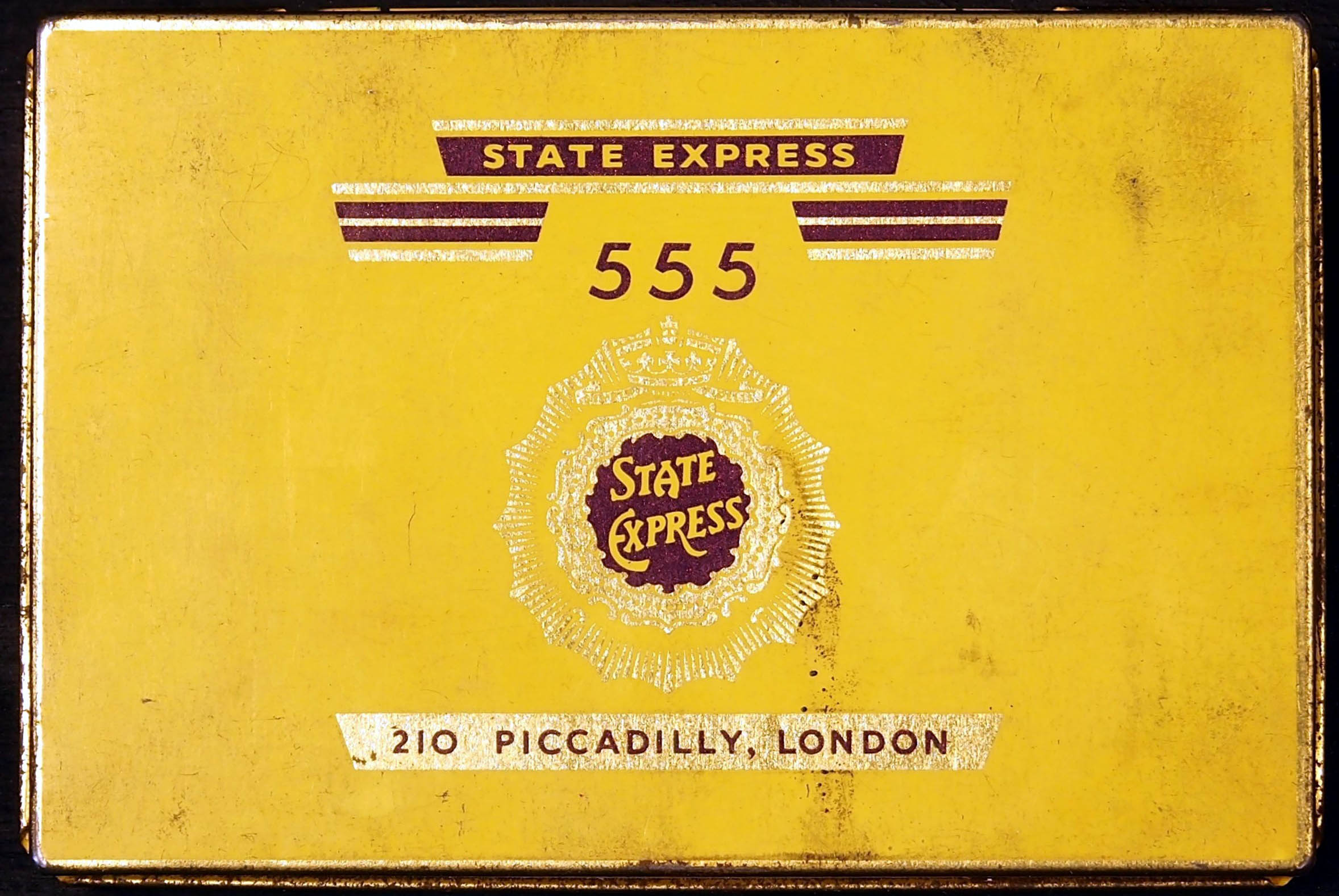
Alte Zigarettendose

555 World Racing-Logos waren von 1985 bis 1987 auf Autos der Rallye Hongkong – Peking und auf Autos des Subaru World Rally Championship von 1993 bis 2004 zu sehen. (die tatsächliche 555-Markenplatzierung wurde im 21. Jahrhundert seltener und wurde 2005 eingestellt). Es wurde spekuliert, dass der Name des Subaru 22B von 555 stammt, da 22B sein hexadezimales Äquivalent ist. Bei Kundgebungen, bei denen Tabakwerbung verboten war, wurden die 555-Logos durch drei Halbmonde ersetzt.
Auch nachdem State Express 555 sein Sponsoring zurückgezogen hat, verwendet Subaru bis zu seinem Rückzug weiterhin das blau-gelbe Farbschema des 555 als WRC-Lackierung, jedoch mit den eigenen Logos des Herstellers anstelle der Marke 555.  Die State Express 555-Lackierung gilt mittlerweile als Standard-Motorsportlackierung der Marke. Vermont SportsCar, das für Subaru of America in den Vereinigten Staaten Rallye-Einsätze durchführt, verwendet bei Veranstaltungen weiterhin die State Express-Lackierung.
British American Racing wollte 1999 ursprünglich das Auto von Ricardo Zonta in der blau-gelben Lackierung von 555 World Racing brandmarken, während das Auto von Jacques Villeneuve mit „Lucky Strike“ gebrandet wurde. Der Umzug wurde jedoch von der FIA blockiert und sie waren gezwungen, zwei ähnliche Lackierungen zu verwenden. Sie entschieden sich dafür, die Marke Lucky Strike auf der linken Seite des Autos und 555 World Racing auf der rechten Seite anzubringen, mit einem Reißverschluss in der Mitte der Nase. Es war höchst unbeliebt, und so entschied man sich für die Saison 2000, hauptsächlich Lucky Strike-Logos zu zeigen, mit kleinen 555 World Racing-Logos an der Seite und der Nase. Einige Jahre zwischen 2000 und 2006 (nachdem Honda BAR aufgekauft hatte und aufgrund der neuen EU-Gesetzgebung unter dem Druck stand, das Tabaksponsoring aufzugeben) präsentierten sie die Marke 555 World Racing prominent bei den Grands in China Prix, wo die Marke 555 besser bekannt ist. Von 2007 bis zu ihrem Rückzug Ende 2008 führte Honda jedoch eine Lackierung ein, die überhaupt keine Sponsorenlogos enthielt, sondern eine Lackierung mit der Darstellung der Erde, um das Umweltbewusstsein zu schärfen. In Ländern, in denen Tabaksponsoring verboten war, wurden die 555 Logos durch drei Halbmonde ersetzt.

### Weitere Sponsorings
- 1979 und 1982 sponserten 555 Badminton.
- 1980 sponserten 555 die Olympischen Sommerspiele 1980.
- Der 1984 Challenge Cup wurde aufgrund des Sponsorings von State Express „State Express Challenge Cup“ genannt.
- 1992 sponserte 555 (mit Bentoel Group und Rothmans Group) die Rallye-Weltmeisterschaftssaison 1992.
- 1996 wurde Star Trek: The Next Generation im Myanmar TV von 555 gesponsert.